# Elisabeth Söderström
Elisabeth Anna Söderström (Estocolmo; 7 de mayo de 1927 - Ibídem; 20 de noviembre de 2009) fue una soprano y directora de opera sueca. Considerada una de las más versátiles y exquisitas cantantes y actrices de su era en repertorio ruso, eslavo, mozartiano y moderno fue particularmente admirada en Suecia y el Reino Unido donde recibió una condecoración honoraria CBE en 1985.

## Trayectoria
Nacida en Estocolmo de padre sueco (el frustrado tenor y empresario Emmanuel Söderström) y madre rusa (la cantante y pianista Anna Palasova que había huido de la Revolución rusa y de quien aprendió el idioma) Söderström recibió sus primeros estudios musicales de Andrejeva von Skilondz - Adelaïde Andrejeva von Skilondz que había pertenecido a la Opera Imperial Rusa -y para luego integrarse a la Real Academia de Música en Estocolmo.
Hizo su debut en 1947 en el Teatro de Drottningholm en Bastien und Bastianne de Mozart.
Desde 1949 al 1980 llamó a la Real Opera de Suecia su hogar pero frecuentemente actuó en algunas de las más grandes teatros de opera del mundo como el Covent Garden, Wiener Staatsoper, Festival de Salzburgo, Festival de Glyndebourne, Festival de Edimburgo, etc.
También fue una visitante regular de los estudios de grabación. En Glyndebourne debutó en 1957 como el Compositor de Ariadne auf Naxos añadiendo luego Octavian en El caballero de la rosa para la Mariscala de Régine Crespin y la Condesa Madeleine en Capriccio de Richard Strauss.
Entre 1959 y 1964 Söderström actuó en el Metropolitan Opera de Nueva York donde debutó como Susanna en Las bodas de Fígaro y adonde regresaría en 1983-87, completando 85 funciones como la condesa de Fígaro, Sophie en Der Rosenkavalier (junto a Christa Ludwig y Lisa della Casa en 1960 y en 1962 junto a Régine Crespin dirigidas por Lotte Lehmann y en 1983 y 1987 como la Mariscala), Margarita en Fausto, Adina en L'elisir d'amore, Musetta en La Boheme, el Compositor en Ariadne auf Naxos, y Rosalinde en Die Fledermaus. 
Su última actuación en los escenarios fue en 1999, interpretando la condesa en La dama de picas en el Metropolitan Opera junto a Plácido Domingo y Dmitri Hvorostovsky (ella fue uno de los jueces en la competición de Cardiff que lo consagró internacionalmente). En los Estados Unidos fue favorita en Ópera de San Francisco, Ópera de Santa Fe y Dallas donde estrenó The Aspern Papers de Dominic Argento junto a Frederica von Stade.
Importante recitalista se destacó en canciones de Chaikovski, Britten, Sibelius, Rajmáninov (grabó su obra vocal completa con el pianista Vladimir Ashkenazy), Schubert y otros, pero su contribución al mundo de la ópera reside en la difusión de la obra de Leoš Janáček que grabara con Charles Mackerras: Katia Kabanová, Jenůfa y El caso Makropulos donde interpretó magistralmente a la eterna Emilia Marty.
Fue también destacada intérprete de Richard Strauss como Arabella, el compositor de Ariadne auf Naxos, Capriccio, Intermezzo y una de las contadas cantantes que interpretó a lo largo de su carrera los tres papeles femeninos de Der Rosenkavalier (Octaviano, la Mariscala y Sofía).
Otros papeles fueron Melisande de Debussy dirigida por Pierre Boulez, Tatyana, Rusalka, Violetta, Louise, Marie (Wozzeck), Clitoria (Le Grand Macabre), Leonora (Fidelio), Mimi, Ellen Orford, Pamina, Nerone, Susanna, la Condesa, Fiordiligi, La voz humana y las heroínas de Los cuentos de Hoffmann.
Entre 1993 y 1997 Söderström fue la directora del Drottningholm Palace Theatre, el escenario en el que debutó 50 años antes y donde se desempeñó como directora de escena también.
De acuerdo al juicio crítico de Michel Parouty en la revista "Opera International", en diciembre de 1982: "Si Lisa della Casa aportó su candor absoluto, maravillado, y Elisabeth Schwarzkopf la magia, Elisabeth Söderström restituye el misterio infinito, conduciéndonos al corazón mismo de la poesía".
En 1978 publicó sus memorias ("I min Tonart") y era miembro de número de la Academia Real Sueca.
En 1959 fue condecorada Cantante de la Corte (Hovsångare) por el gobierno sueco y en 1985 por sus servicios a la música el gobierno británico le otorgó un CBE honorífico. Un vagón del tren Eurostar lleva su nombre.
Elisabeth Söderström estaba casada con Sverker Olow desde 1950 con quien tuvo tres hijos. Vivía en Lidingö, en los suburbios de Estocolmo.
Falleció a causa de un derrame cerebral el 20 de noviembre de 2009.

## Discografía
Operas
- Debussy - Pelléas et Mélisande (Boulez 1970/George Shirley, Donald McIntyre, Minton)
- Gluck - Orfeo ed Euridice (Leitner 1964/ Dietrich Fischer-Dieskau, Pütz)
- Gounod - Faust ( 1959/Jussi Björling, Cesare Siepi, Merrill, Votipka)
- Hindemith - Cardillac (Keilberth 1968/Fischer-Dieskau, Kirschstein, Grobe, Kohn)
- Humperdinck - Hänsel und Gretel (Pritchard 1978/Ileana Cotrubas, Frederica von Stade, Ludwig, Welting)
- Janáček - Jenufa (Mackerras 1982/Randova, Ochman, Dvorsky)
- Janáček - Katia Kabanová (Mackerras 1976/Dvorsky, Kniplova)
- Janáček - Věc Makropulos (Mackerras 1978/Dvorsky, Blachut)
- Monteverdi - L'Incoronazione di Poppea (Harnoncourt 1974/Helen Donath, Berberian, Esswood, Equiluz, Hansmann, Langridge)
- Mozart - Le Nozze di Figaro (Otto Klemperer, 1971/Evans, Margaret Price, Reri Grist, Bacquier, Teresa Berganza)
- Pergolesi - Il Maestro di Musica (Gardelli 1955/Sellergen, Ohlson, Hallgren)
- Strauss - Der Rosenkavalier - (Varviso 1964/Régine Crespin, Güden)

Oratorios
- Beethoven - Missa Solemnis (Klemperer)
- Britten - War Requiem (Rattle)
- Janáček - Glagolitic Mass (Mackerras)
- Nielsen - Paul og David (Horenstein)

Canciones
- Alfven - Symphony No. 4 (Westerberg)
- Britten - Les Illuminations (G. Levine)
- Mahler - Das klagende Lied (Boulez)
- Rajmáninov - Lieder (Ashkenazy)
- Chopin - Pieśni (Ashkenazy)
- Schubert - Goethe-Lieder (Badura-Skoda)
- Shostakóvich - From Jewish Folk Poetry/Symphony No. 15 (Haitink)
- Sibelius - Lieder (Ashkenazy)
- Strauss - Vier letzte Lieder (Armstrong)
- Chaikovski - Lieder (Ashkenazy)
- Zemlinsky - Lyrische Symphonie (Klee)